# Левитський Борис Порфирович
Бори́с Порфи́рович Леви́тський (Левицький; нар. 13 березня 1887, с. Андріївка (нині Макарівського району Київської області) — пом. 20 листопада 1937, Київ) — хоровий диригент, композитор, педагог.

## Життєпис
Народився на Київщині в родині священика. З юнацьких років працював вчителем і був диригентом селянських хорів.
Закінчив регентські курси при Херсонській музичній школі. Навчався в Київському музучилищі (клас теорії композиції Євгена Августовича Риба).
З 1907 займався музично-педагогічною діяльністю. Керував численними хорами.
Також брав участь в церковній діяльності, був учасником Всеукраїнського собору УАПЦ (Київ, 1921).
З 1933 працював з ансамблем Дніпропетровського радіокомітету, 1937 керував хором бібліотеки АН УРСР.
Репресований 1937 (20 листопада засуджений за першою категорією (протокол № 363) і розстріляний), реабілітований Верховним судом СРСР 1956 року.

## Керував хорами
- Київський робітничий (1916)
- Бориспільський селянський (1921)
- Студентський ІНО (від 1922, Київ)
- Хорова капела у Вінниці (1918, був її організатором)
- Хор музичної школи в Переяславі, для якого написав «Заповіт» на слова Т. Шевченка
- Хорова капела «Рух» (1923, був її організатором)
- Ансамбль Дніпропетровського радіокомітету (з 1933)
- Хор бібліотеки АН УРСР (1937)

## У репертуарі
- «Цигани» Р. Шуманна, «Ніч» Ш. Ґуно
- «Царева наречена» М. Римського-Корсакова
- «Нижегородці» Е. Направника
- «Алеко» С. Рахманінова
- з хорових п'єс С. Танєєва («Прометей», «Увечері»)
- з творів М. Лисенка («Б'ють пороги», «Туман хвилями лягає», «Вічний революціонер»), К. Стеценка («Сон», «Шевченкові»), М. Леонтовича («Льодолом», «Літні тони»)
- з творів Східної Галичини — Д. Роздольського («Сонце заходить»), Г. Топольницького («Перебендя»), С. Людкевича («Вечір в хаті»).

## Твори
- для мішаного хору — «Ще не вмерла Україна», «Військовий співаник» (початок 1920-х), три польські гімни, Літургія;
- для дитячого хору або тріо — «Янгол» та ін.;
- солоспіви — «Для тебе одної», «Признання».